# 栗凤鹛属
栗凤鹛属（学名：Staphida）是绣眼鸟科下的一个属。

## 下属物种
本属包括以下物种：
- 栗耳凤鹛 Staphida castaniceps (F.Moore, 1854)
- 栗冠凤鹛 Staphida everetti Sharpe, 1887
- 栗颈凤鹛 Staphida torqueola (Swinhoe, 1870)